# Nacionalismo chinês

Bandeira da República da China (durante o controle da China continental de 1928-1949 e desde 1945 de Taiwan e ilhas menores), representando os nacionalistas chineses - especialmente os apoiadores do Kuomintang (KMT), que se opunham ao comunismo e a República Popular da China. Sendo a favor da República da China como o estado legítimo da China.

Bandeira da República Popular da China, representando os nacionalistas chineses que apoiavam a RPC.

Nacionalismo chinês (chinês tradicional: 中國民族主義, chinês simplificado: 中国民族主义, pinyin: Zhōngguó mínzúzhǔyì) é a forma de nacionalismo na China que afirma que o povo chinês é uma só nação, e promove a unidade cultural e nacional dos chineses.

## Base ideológica
O nacionalismo chinês foi desenvolvido a partir de diversas fontes ideológicas incluindo o pensamento tradicional chinês, progressismo americano, marxismo e o pensamento etnológico russo. A ideologia também se apresenta em muitas manifestações diferentes que às vezes são conflitantes, incluindo o ultra-imperialismo. Essas manifestações também incluem os Três Princípios do Povo, o Partido Comunista da China, os pontos de vista antigovernamentais dos estudantes no Protesto na Praça da Paz Celestial em 1989, o fascismo da Sociedade dos Camisas Azuis e o colaboracionismo japonês sob liderança de Wang Jingwei.
Embora os nacionalistas chineses concordem sobre a conveniência de ter um Estado chinês centralizado, quase todas as outras questões discutidas tem sido objeto de debates intensos e acirrados. Entre as questões que os nacionalistas chineses discordam são as políticas que levariam a China a se tornar uma potência, qual seria a estruturação do Estado e seu objetivo, qual o relacionamento que a China deveria ter com as potências estrangeiras e como deveriam ser as relações entre o grupo étnico majoritário han, os grupos étnicos minoritários e os chineses estrangeiros.
A grande variação de como o nacionalismo chinês é expressado tem sido analisada pelo cientista politico Lucian Pye, argumentando que isso revela a fragilidade da identidade chinesa. Contudo, outros analistas têm argumentado que a capacidade do nacionalismo chinês se expressar em diversas formas é um traço positivo que permite a ideologia transforma-se, sendo resposta a uma eventual crise interna ou eventos externos.
Embora as variações entre as concepções do nacionalismo chinês sejam grandes, grupos nacionalistas chineses mantêm algumas semelhanças, sendo a mais notável o ultra-imperialismo. Ideologias nacionalistas chinesas são todas altamente ligadas a Sun Yat-sen, e reivindicam ser os herdeiros ideológicos dos Três Princípios do Povo. Além disso, as ideologias nacionalistas chinesas tendem a considerar tanto a democracia quanto a ciência como pontos positivos, embora muitas vezes tenham noções radicalmente diferentes sobre o significado de democracia.

## Consciência nacional
Existiu versões de um Estado chinês consciente de si por cerca de 4.000 anos, onde a concepção chinesa do mundo era, basicamente, a divisão do mundo civilizado e do mundo bárbaro, sendo que não se tinha consciência de que os interesses chineses tinham de ser assegurados pelo estado chinês. Autores como Lucian Pye têm argumentado que o moderno Estado-nação é fundamentalmente diferente de um império tradicional, entretanto, outros dizem que a atual dinâmica da República Popular da China - concentração de poder em uma autoridade central - compartilha semelhanças com os impérios de Ming e Qing.
Houve apenas alguns poucos períodos da história da China em que existiu confronto direto com nações estrangeiras (sendo mais notáveis os mongóis, manchus e japoneses), enquanto a maioria dos conflitos foram em guerras civis que levaram a mudanças dinásticas. No entanto, as tentativas de "chinizar" povos estrangeiros ou "bárbaros" (como os vietnamitas e coreanos), que queriam manter uma identidade cultural separada, vinham acontecendo a milênios.